# Złodziejewo

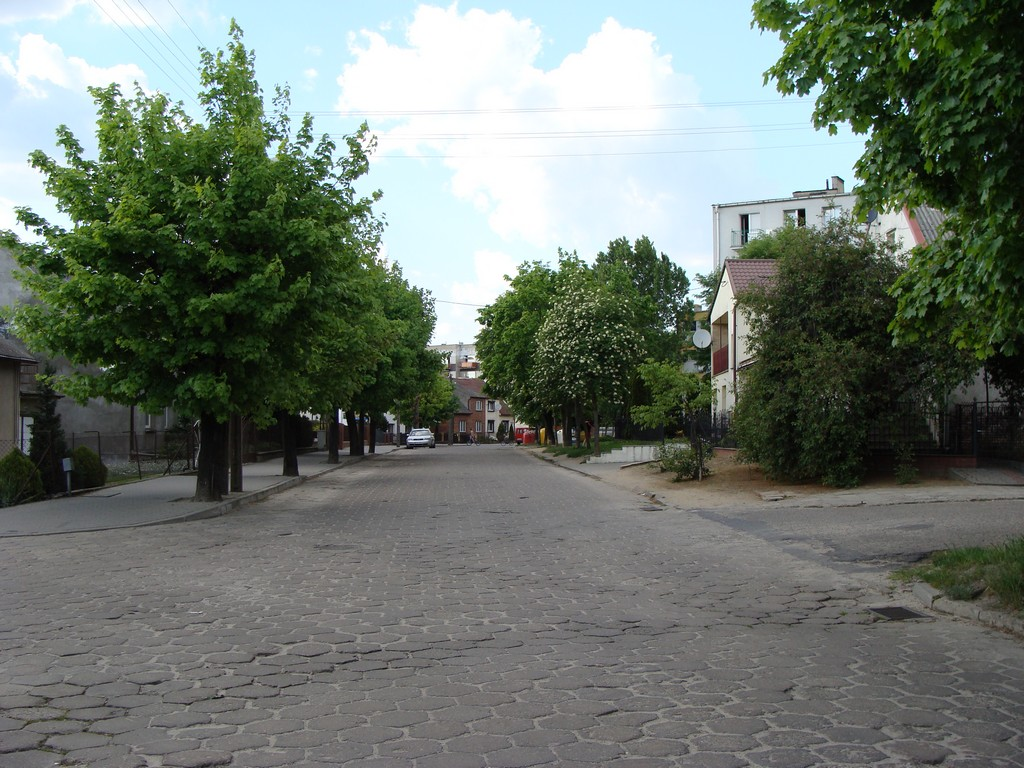
Osiedle Złodziejewo

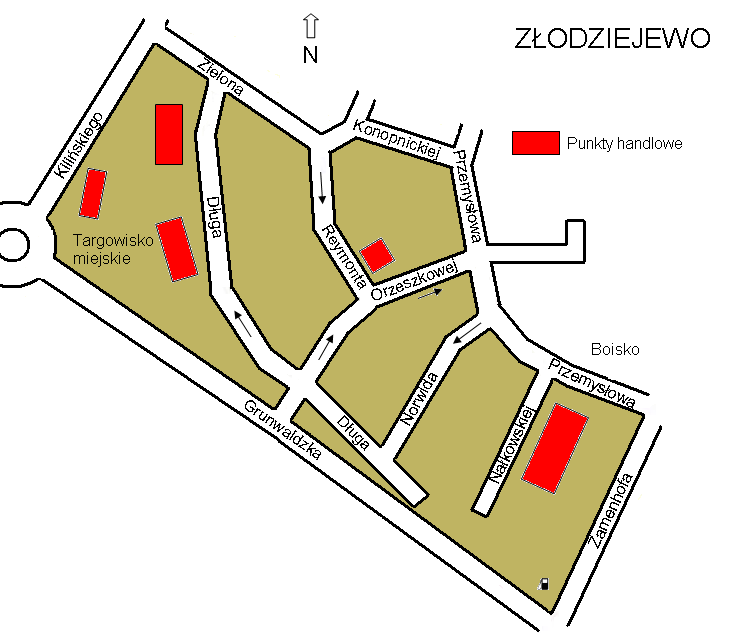
Plan

Złodziejewo – zwyczajowa nazwa osiedla domków jednorodzinnych z lat 50. XX w. w centralnym Śremie. Przy osiedlu znajduje się targowisko miejskie oraz sklep spożywczy Lidl, a także boisko sportowe (piłka nożna, petanque), na którym do 2006 r. były organizowane Dni Śremu i liczne ogólnopolskie zawody sportowe.